# Peter L. Hagelstein
Peter L. Hagelstein est un chercheur au Laboratoire de recherche de l'Électronique (RLE) et professeur associé au MIT aux États-Unis.

## Biographie
Il a reçu un baccalauréat ès sciences et une maîtrise en sciences en 1976 puis un doctorat en Philosophie en génie électrique au MIT en 1981. Il a été un membre du personnel du Laboratoire national de Lawrence Livermore de 1981 à 1985 avant de rejoindre l'équipe des professeurs du Département de Génie Électrique et d'Informatique en 1986.
Ses premiers travaux ont porté sur les rayons ultraviolet et le laser à rayons X, la structure relativiste de l'atome, la physique des collisions d'électrons, l'auto-ionisation et le processus de recombinaison de la double ionization (en), la cinétique des plasmas, le rayonnement et sur les simulations physiques à grande échelle. Il a reçu le Prix Ernest-Orlando-Lawrence en 1984 pour son innovation et sa créativité sur la physique du laser à rayons X. Tout en travaillant au Lawrence Livermore National Laboratory il est le pionnier dans le travail ayant abouti à la création du premier laser à rayon X, invention ayant eu un caractère crucial dans la défense stratégique des États-Unis, communément appelé "Star Wars".
En 1989, il a commencé à enquêter sur la fusion froide (aussi appelés réactions nucléaire à basses températures ) dans l'espoir de faire une percée similaire à ses recherches sur les rayons X laser. Entre 1989 et 2004, le domaine est devenu discrédité aux yeux de nombreux scientifiques. En raison de sa participation à ce domaine controversé il n'a pas atteint en 2004 la chaire de professeur et il a perdu son propre laboratoire.
Ses récents efforts ont inclus l'invention de semi-conducteurs qui pourraient permettre une production d'électricité abordable à partir d'une variété de sources d'énergie, ainsi que la poursuite de ses recherches sur la fusion froide. Hagelstein est le co-auteur d'un nouveau manuel, Introduction Appliquée Quantique et de la Mécanique Statistique, et a présidé la Dixième Conférence Internationale sur la Fusion Froide en 2003.